# Triodontella ikuthana
Triodontella ikuthana är en skalbaggsart som beskrevs av Brenske 1901. Triodontella ikuthana ingår i släktet Triodontella och familjen Melolonthidae. Inga underarter finns listade i Catalogue of Life.